# 李国强 (1946年11月)
李国强（1946年11月—2020年3月2日），BBS，汉族，是香港雜誌編輯，也是第八至十一届全国政协委员，第一屆香港行政長官選舉推選委員會委員，亦是第二至五屆選舉委員會委員。
1979年9月至1998年8月，李國強任香港《廣角鏡》出版社總編輯，主要面向香港土生土長的青年知識分子，特別是70年代以後畢業的大專學生。1979年9月至1998年8月，李國強擔任《廣角鏡》的總編輯，近20年的時光裏，他將雜誌辦得有聲有色，撰寫、編輯出版了大量的系列叢書和人物傳記，其在軍事評論上的獨特造詣尤其引人注目，為雜誌贏得大量忠實讀者，被譽為「香港最出色的軍事評論家」。1993年起，他擔任第八屆全國政協委員，並在第九屆全國政協委員、第十屆全國政協委員、第十一屆全國政協委員連任，其間一直擔任文史組小組負責人。
李國強博士收藏有很多各式珍貴的文史資料、名人信札、日記原稿和圖片珍藏，包括1911年至36年間的香港大學珍貴圖片、1928至35年間多位香港大學學生運動員的矯捷身姿、上世紀大批名人在港活動照片信札、手稿、日記、香港電影明星照、《東方雜誌》、《星島周報》、《良友》、《東華三院月刊》等大批珍藏本、歷年來港英政府英文版政府年鑑等，有許多連政府圖書館、大學圖書館都難得見到。從上世紀70年代到80年代中期，李國強博士收藏了很多中國內地和香港文史方面的文物、手迹和典籍，大約有一萬多種。對李國強來說，收藏不是錢的問題，而是有沒有機緣。因為起步早、交通廣和「懂行」，他收集到一些比較珍貴的圖片典籍和珍貴藝術藏品。
李國強1996至2016年出任香港特別行政區選舉委員會委員，他於2001年出任香港各界文化促進會（文促會）的創會理事長，積極將多年悉心收集的香港文史資料用於推動本港文化事業發展，2002獲香港特區政府頒授銅紫荊星章。
他担任香港宏知发展有限公司董事局主席。2008年，獲選第十一届全国政协委员，代表特邀香港人士，分入第五十三组。并担任文史和学习委员会专委。